# Alexander Sadecky
Alexander Sadecky (* 6. Juli 1987 in Zürich) ist ein ehemaliger Schweizer Tennisspieler.

## Karriere
Alexander Sadecky ist der Sohn des Schweizer Tischtennisspielers Thomas Sadecky.
In seiner Karriere gewann er fünf Future-Turniere im Einzel sowie zehn Future-Turniere im Doppel. Von seinen drei Spielen auf der ATP World Tour gewann er eines, als er bei seinem Heimturnier in Gstaad die zweite Runde erreichte. Das Auftaktspiel gewann er gegen seinen Landsmann Yann Marti, in der zweiten Runde unterlag er jedoch dem topgesetzten Russen Michail Juschny in zwei Sätzen mit 7:5 und 6:4.
2014 spielte er das letzte Mal Profiturniere und wird seitdem nicht mehr in der Weltrangliste geführt.